# J. League Division 2 2003
La J. League Division 2 2003 fue la quinta temporada de la J. League Division 2. Contó con la participación de doce equipos. El torneo comenzó el 15 de marzo y terminó el 23 de noviembre de 2003.
Los nuevos participantes fueron los equipos descendidos de la J. League Division 1: Sanfrecce Hiroshima, que hizo su debut en el torneo, y Consadole Sapporo, que había ascendido en la temporada 2000. A su vez, el campeón de la Japan Football League fue Honda F.C., quien nuevamente no fue admitido para competir en la segunda categoría debido a que continuaba sin contar con la infraestructura para hacerlo.
El campeón fue Albirex Niigata, por lo que ascendió a Primera División. Por otra parte, salió subcampeón Sanfrecce Hiroshima, quien también ganó su derecho a disputar la J. League Division 1.

## Ascensos y descensos
| Descendidos de la J. League Division 2 2002 |
| ------------------------------------------- |
| No hubo                                     |

| Ascendidos a la J. League Division 2 2003 |
| ----------------------------------------- |
| No hubo                                   |

| Pos | Ascendidos a la J. League Division 1 2003 |
| --- | ----------------------------------------- |
| 1.º | Oita Trinita                              |
| 2.º | Cerezo Osaka                              |

| Pos  | Descendidos de la J. League Division 1 2002 |
| ---- | ------------------------------------------- |
| 15.º | Sanfrecce Hiroshima                         |
| 16.º | Consadole Sapporo                           |

## Reglamento de juego
El torneo se disputó en un formato de todos contra todos a doble ida y vuelta, de manera tal que cada equipo debió jugar dos partidos de local y dos de visitante contra sus otros once contrincantes. Una victoria se puntuaba con tres unidades, mientras que el empate valía un punto y la derrota, ninguno.
Para desempatar se utilizaron los siguientes criterios:
1. Puntos
2. Diferencia de goles
3. Goles anotados
4. Resultados entre los equipos en cuestión
5. Desempate o sorteo

Los dos equipos con más puntos al final del campeonato ascenderían a la J. League Division 1 2004.

## Tabla de posiciones
| Pos. | Equipo              | Pts. | PJ | G  | E  | P  | GF | GC | Dif. | Ascenso                               |
| ---- | ------------------- | ---- | -- | -- | -- | -- | -- | -- | ---- | ------------------------------------- |
| 1    | Albirex Niigata (C) | 88   | 44 | 27 | 7  | 10 | 80 | 40 | +40  | Ascendido a J. League Division 1 2004 |
| 2    | Sanfrecce Hiroshima | 86   | 44 | 25 | 11 | 8  | 65 | 35 | +30  | Ascendido a J. League Division 1 2004 |
| 3    | Kawasaki Frontale   | 85   | 44 | 24 | 13 | 7  | 88 | 47 | +41  |                                       |
| 4    | Avispa Fukuoka      | 71   | 44 | 21 | 8  | 15 | 67 | 62 | +5   |                                       |
| 5    | Ventforet Kofu      | 69   | 44 | 19 | 12 | 13 | 58 | 46 | +12  |                                       |
| 6    | Omiya Ardija        | 61   | 44 | 18 | 7  | 19 | 52 | 61 | −9   |                                       |
| 7    | Mito HollyHock      | 56   | 44 | 15 | 11 | 18 | 37 | 41 | −4   |                                       |
| 8    | Montedio Yamagata   | 55   | 44 | 15 | 10 | 19 | 52 | 60 | −8   |                                       |
| 9    | Consadole Sapporo   | 52   | 44 | 13 | 13 | 18 | 57 | 56 | +1   |                                       |
| 10   | Shonan Bellmare     | 44   | 44 | 11 | 11 | 22 | 33 | 53 | −20  |                                       |
| 11   | Yokohama F.C.       | 42   | 44 | 10 | 12 | 22 | 49 | 88 | −39  |                                       |
| 12   | Sagan Tosu          | 20   | 44 | 3  | 11 | 30 | 40 | 89 | −49  |                                       |

 Fuente: J. League Data Site: 2003 J.LEAGUE Division 2 League table
Criterios de clasificación: 1) puntos; 2) diferencia de goles; 3) número de goles marcados; 4) resultados entre los equipos en cuestión.

## Campeón
|                                     |
|                                     |
| Campeón Albirex Niigata 1.er título |